# Chico 50 Anos: O Trovador
Compilação de músicas que possui ares trovadores gravadas por Chico Buarque, da série Chico 50 Anos, lançada em 1994. 

## Lista de faixas
| N.º | Título                 | Duração |  |
| 1.  | "Eu Te Amo"            | 5:06    |  |
| 2.  | "Cotidiano"            | 2:46    |  |
| 3.  | "Valsinha"             | 2:00    |  |
| 4.  | "Samba do grande amor" | 2:07    |  |
| 5.  | "Morena de Angola"     | 2:39    |  |
| 6.  | "Deixe a menina"       | 2:39    |  |
| 7.  | "Você vai me seguir"   | 3:10    |  |
| 8.  | "Olha Maria"           | 3:57    |  |
| 9.  | "João e Maria"         | 2:21    |  |
| 10. | "Carolina"             | 2:35    |  |
| 11. | "As Vitrines"          | 2:48    |  |
| 12. | "Pois é"               | 2:34    |  |
| 13. | "Tanto amar"           | 3:15    |  |
| 14. | "Ole, ola"             | 2:41    |  |